# Boris Pash
Boris Theodore Pash (nacido como Boris Fedorovich Pashkovsky, en ruso Борис Фёдорович Пашковский; 20 de junio de 1900 - 11 de mayo de 1995) fue un oficial de inteligencia militar del ejército de los Estados Unidos. Estuvo al mando de la operación Alsos durante la Segunda Guerra Mundial y se retiró con el grado de coronel.

## Primeros años de vida
Boris Fedorovich Pashkovsky nació en San Francisco, California, el 20 de junio de 1900. Su padre era el reverendo Theodore Pashkovsky (quien se convertiría en el reverendísimo metropolitano Theophilus de 1934 a 1950), un sacerdote ortodoxo ruso que había sido enviado a California por su iglesia en 1894. Su padre fue llamado a Rusia en 1906, y  el resto de la familia regresó allí en 1912. Su madre era estadounidense de origen serbio, Ella Dabovich, hermana de Sebastian Dabovich.
En 1916-1917, tanto el padre como el hijo se unieron a las filas del ejército ruso que luchaba contra el imperio alemán y el imperio austrohúngaro en la Primera Guerra Mundial: Theodore, como capellán militar, y Boris, de 16 años, como soldado de artillería. Durante la Revolución de Octubre, sirvió en el Movimiento Blanco en el Mar Negro de 1918 a 1920 contra los bolcheviques. Debido a que podía hablar inglés, se desempeñó como traductor en reuniones con los británicos. Por sus servicios fue condecorado con la Cruz de San Jorge.
El 1 de julio de 1920 se casó con Lydia Vladimirovna Ivanova y decidió regresar a los Estados Unidos cuando se hizo evidente la consolidación del poder bolchevique. Pudo conseguir un empleo en la YMCA (Young Men's Christian Association) de Berlín, donde nació su hijo Edgar Constantine Boris Pashkovsky el 14 de junio de 1921.
Luego de su regreso a los Estados Unidos con su familia en 1923, asistió al Springfield College, en Springfield, Massachusetts, donde se graduó con una licenciatura en educación física. Fue durante esa época que cambió el apellido de Pashkovsky a Pash.
Pash enseñó en Hollywood High School en Los Ángeles desde 1924 hasta 1940. Durante este tiempo continuó su educación y recibió una Maestría en Ciencias en Educación de la Universidad del Sur de California en 1939. También se unió a la Reserva del Ejército de los Estados Unidos y fue asignado a la División de Inteligencia de Infantería. Como parte de su formación, calificó para la certificación de la Oficina Federal de Investigaciones.

## Segunda Guerra Mundial

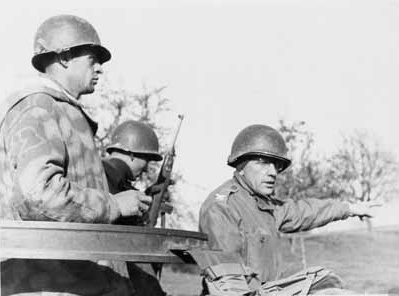
Boris Pash (derecha) en abril de 1945 con la Misión Alsos en Hechingen

Pash fue llamado al servicio activo en el ejército en 1940 y se convirtió en jefe de contrainteligencia en el cuartel general del Área del IX Cuerpo en el Presidio de San Francisco. En ese cargo, se involucró en la misión de la península de Baja California en 1942 que investigó la posibilidad de que los japoneses establecieran una base en México durante la Segunda Guerra Mundial.
Pash también fue llamado a investigar el supuesto espionaje soviético en el Laboratorio Nacional Lawrence Berkeley de la Universidad de California. Interrogó al personal, incluido Robert Oppenheimer, de quien concluyó que "todavía puede estar conectado con el Partido Comunista". Pash no creía que Oppenheimer fuera un espía. Sintió que el honor personal de Oppenheimer y la preocupación por su reputación lo disuadirían de tal acción. Por lo tanto, Pash no recomendó la eliminación de Oppenheimer del Proyecto Manhattan, sino simplemente que Oppenheimer fuera acompañado por agentes de contrainteligencia.
También fue el jefe militar de la operación Alsos, una operación aliada establecida a fines de 1943 para determinar cuánto había progresado el Eje en el desarrollo de armas nucleares, mediante la incautación de instalaciones, material y científicos relacionados con el proyecto de energía nuclear alemán.

## Posguerra
Después de la guerra, Pash asumió varios puestos de inteligencia militar. Sirvió bajo el mando del general Douglas MacArthur en Japón en 1946 y 1947. Gracias a sus esfuerzos, fracasó el intento soviético de afianzarse en Japón a través de una iglesia ortodoxa local. En cambio, Pash organizó la llegada del obispo Benjamin (Basalyga) a principios de enero de 1947 para tomar las riendas y, por lo tanto, la iglesia ortodoxa rusa fuera de Rusia, en lugar del entonces patriarcado de Moscú controlado por los soviéticos, aseguró su influencia en la región. Como resultado de esta combinación, Pash tuvo un enfrentamiento público con el general soviético Kuzma Derevyanko. El 9 de enero, dos días después del primer sermón del nuevo obispo, se celebró una recepción en la embajada holandesa en la que Pash se reunió con su antiguo conocido, el teniente general Derevyanko, que representaba a la URSS en el Consejo Aliado de Japón. Las selecciones rivales del emigrante ruso y el comandante soviético eran bien conocidas; además, a veces jugaban unos contra otros en el ajedrez. Al estrechar la mano del ruso-estadounidense ese día de invierno, Derevyanko declaró públicamente: "Mi buen amigo, el coronel Pash, una vez más me dio jaque mate. Por supuesto, como puedes imaginar, estoy hablando de ajedrez". Boris replicó: "Les aseguro, señores, que en todos los demás casos estuvo fuera del negocio".
De 1948 a 1951, se desempeñó como representante militar de la Agencia Central de Inteligencia. Durante este tiempo, estuvo a cargo de un controvertido programa de la CIA llamado PB-7, que se había formado para manejar "asuntos húmedos" como secuestros y asesinatos. No hay evidencia de que alguna vez haya llevado a cabo ninguno, y niega que haya proporcionado un testimonio ante la Comité Church en 1975. Se desempeñó como oficial de planificación de las Fuerzas Especiales con las fuerzas estadounidenses en Austria desde 1952 hasta 1953. Sus últimos destinos fueron en los Estados Unidos, como subjefe de Estado Mayor Adjunto de Inteligencia del Sexto Ejército de 1953 a 1956, y en la oficina del Subsecretario de Defensa para Misiles Guiados en Washington D. C., desde 1956 hasta su retiro del Ejército en 1957. En 1954, testificó en la audiencia de seguridad de Oppenheimer, contando las dudas que tenía sobre Oppenheimer en 1943.
Al dejar el Ejército, Pash se convirtió en jefe de la División de Europa del Este y la URSS de la Agencia de Inteligencia Tecnológica de Intendencia. En 1961 se le transfirió al Centro de Tecnología y Ciencia Extranjera del Ejército de los Estados Unidos. Se retiró del servicio civil en junio de 1963.
En su retiro, Pash publicó The Alsos Mission, un libro que relata sus experiencias durante la guerra en Europa, en 1980. Fue incluido en el Salón de la Fama de la Inteligencia Militar en 1988. Sus condecoraciones incluyeron la Medalla por Servicio Distinguido del Ejército, la Legión al Mérito, la Orden del Imperio Británico y la Orden de San Jorge.
Visitó Rusia después del putsch de agosto por primera vez desde que abandonó el país con los restos de la armada de Wrangel en 1920, siendo uno de los pocos veteranos rusos blancos que vivió para ver el fin del gobierno del Partido Comunista en Rusia. Pash murió el 11 de mayo de 1995 en Greenbrae, California, a la edad de 94 años, y fue enterrado en el cementerio serbio de Colma, California. Le sobreviven su esposa Gladys y su hijo Edgar. Sus artículos se encuentran en el Instituto Hoover de la Universidad de Stanford.

## En la cultura popular
Pash fue interpretado por Casey Affleck en la película Oppenheimer de Christopher Nolan de 2023.  

## Otras lecturas
- Goudsmit, Samuel A. (1947). Alsos : The failure in German science. New York: H. Schuman. ISBN 978-1-56396-415-2. (requiere registro).
- Groves, Leslie R. (1962). Now It Can Be Told: The Story of the Manhattan Project. New York: Da Capo Press. ISBN 978-0-306-80189-1.
- Mahoney, Leo J. (1981). A History of the War Department Scientific Intelligence Mission (ALSOS), 1943–1945. PhD Dissertation, Kent State University.
- Pash, Boris T. (1980). The Alsos Mission. New York: Charter Books. ISBN 978-0-441-01790-4.

- Datos: Q893744
- Multimedia: Boris Pash / Q893744